# 3379 Оісі
3379 Оісі (3379 Oishi) — астероїд головного поясу, відкритий 6 жовтня 1931 року.
Тіссеранів параметр щодо Юпітера — 3,542.
Названо на честь Оісі (яп. おおいし(大石) о:ісі)